# Mike Lindsay
Mike Lindsay (eigentlich Michael Robert Lindsay; * 2. November 1938 in Glasgow; † 11. Dezember 2019) war ein britischer Kugelstoßer und Diskuswerfer.
1958 wurde er für Schottland startend bei den British Empire and Commonwealth Games in Cardiff Vierter im Diskuswurf und Sechster im Kugelstoßen.
Bei den Olympischen Spielen 1960 in Rom wurde er Fünfter im Kugelstoßen und schied im Diskuswurf in der Qualifikation aus.
1962 wurde er bei den Leichtathletik-Europameisterschaften in Belgrad Zehnter im Kugelstoßen. Bei den British Empire and Commonwealth Games in Perth gewann er im Kugelstoßen und im Diskuswurf jeweils Silber.
Bei den Olympischen Spielen 1964 in Tokio kam er im Kugelstoßen nicht über die Vorrunde hinaus.
1966 wurde er bei den British Empire and Commonwealth Games in Kingston Vierter im Kugelstoßen und Sechster im Diskuswurf, 1970 bei den British Commonwealth Games in Edinburgh Sechster im Kugelstoßen und Neunter im Diskuswurf.
1957, 1959 und 1963 wurde er Englischer Meister im Kugelstoßen, 1960 im Diskuswurf. 1964 und 1966 wurde er Englischer Hallenmeister im Kugelstoßen. 

## Persönliche Bestleistungen
- Kugelstoßen: 18,50 m, 2. Juli 1963, London
  - Halle: 17,94 m, 3. März 1961, Kansas City
- Diskuswurf: 55,32 m, 4. Mai 1960, Stillwater